# Hiệp hội các Câu lạc bộ Châu Âu
Hiệp hội các Câu lạc bộ châu Âu (European Club Association - ECA) là một tổ chức đại diện cho các câu lạc bộ bóng đá châu Âu. Hình thành từ sự giải thể của Nhóm G-14 từ tháng Giêng 2008, ECA đã có 103 thành viên, với ít nhất 1 từ mỗi của 53 quốc gia thành viên. Số lượng chính xác các câu lạc bộ thành viên hiệp hội sẽ được tính toán trong mỗi hai năm vào cuối mùa bóng của Liên đoàn Bóng đá châu Âu (UEFA)  trên cơ sở của bảng xếp hạng UEFA. 
Chủ tịch hiện nay là Karl-Heinz Rummenigge (Đức) . Rummenigge sẽ được bầu làm chủ tịch chính thức vào phiên họp khoáng đại đầu tiên sắp tới của ECA vào ngày  7 đến 8 tháng 7 tại trụ sở chính thức của ECA tại  Nyon, Thụy Sĩ.

## Thành viên sáng lập
Dưới đây là 16 câu lạc bộ tham gia thành lập ECA năm 2008:
| Bỉ - Anderlecht Croatia - Dinamo Zagreb Đan Mạch - Copenhagen Anh - Chelsea - Manchester United | Pháp - Lyon Đức - Bayern Munich Hy Lạp - Olympiacos | Italia - Juventus - Milan Malta - Birkirkara Hà Lan - Ajax | Bồ Đào Nha - Porto Scotland - Rangers Tây Ban Nha - Barcelona - Real Madrid |

## Thành viên
Danh sách này tính lúc bắt đầu mùa giải 2012/13. Các thành viên Ordinary được đánh dấu in nghiêng
| Quốc gia             | CLB |
| -------------------- | --- |
| Albania              | Tirana - Elbasani - Vllaznia |
| Andorra              | Sant Julià - FC Santa Coloma |
| Armenia              | Pyunik - Banants - Mika |
| Áo                   | Red Bull Salzburg - Austria Wien - Rapid Wien - Sturm Graz |
| Azerbaijan           | Baku - Neftchi - AZAL |
| Belarus              | BATE Borisov - Dinamo Minsk - Shakhtyor Soligorsk |
| Bỉ                   | Anderlecht - Club Brugge - Standard Liège - Gent - Genk |
| Bosna và Hercegovina | Sarajevo - Široki Brijeg - Željezničar |
| Bulgaria             | Levski Sofia - Litex Lovech - CSKA Sofia |
| Croatia              | Dinamo Zagreb - Hajduk Split |
| Síp                  | Anorthosis Famagusta - Apoel - Omonia Nicosia |
| Cộng hòa Séc         | Slavia Prague - Sparta Prague - Slovan Liberec - Teplice - Viktoria Plzeň |
| Đan Mạch             | Copenhagen - Aalborg - Odense - Brøndby - Nordsjælland |
| Anh                  | Manchester United - Chelsea - Arsenal - Liverpool - Tottenham Hotspur - Aston Villa - Everton - Fulham - Manchester City - Newcastle United                                       |
| Estonia              | Levadia Tallinn - Flora Tallinn |
| Quần đảo Faroe       | EB/Streymur - B36 Tórshavn - HB Tórshavn - NSÍ Runavík |
| Phần Lan             | Honka Espoo - HJK Helsinki - MYPA |
| Pháp                 | Lyon - Bordeaux - Marseille - Lille - Auxerre - Monaco - Montpellier - Paris Saint-Germain - Lens - Rennes                                                                        |
| Gruzia               | Dinamo Tbilisi - WIT Georgia - Zestafoni |
| Đức                  | Bayern Munich - Werder Bremen - Hamburger SV - Schalke 04 - Bayer Leverkusen - Borussia Dortmund - Borussia Mönchengladbach - Eintracht Frankfurt - VfB Stuttgart - VfL Wolfsburg |
| Hy Lạp               | Olympiacos - Panathinaikos - PAOK - AEK Athens - Aris |
| Hungary              | Debreceni - Ferencváros - Győri |
| Iceland              | FH - Keflavík |
| Israel               | Hapoel Tel-Aviv - Hapoel Haifa - Hapoel Netanya - Bnei-Yehuda |
| Ý                    | Internazionale - Milan - Roma - Fiorentina - Juventus - Parma - Napoli - Palermo - Sampdoria                                                                                      |
| Kazakhstan           | Aktobe |
| Latvia               | Ventspils - Liepājas Metalurgs - Skonto |
| Litva                | Erkanas - Sūduva |
| Liechtenstein        | Vaduz |
| Luxembourg           | F91 Dudelange - Grevenmacher |
| Bắc Macedonia        | Rabotnički - Vardar |
| Malta                | Valletta - Birkirkara - Hibernians |
| Moldova              | Sheriff Tiraspol - Zimbru Chişinău - Dacia Chişinău |
| Montenegro           | Budućnost Podgorica - Zeta |
| Hà Lan               | PSV Eindhoven - Ajax - AZ Alkmaar - Feyenoord - Heerenveen - Twente - Utrecht |
| Bắc Ireland          | Glentoran - Cliftonville - Linfield |
| Na Uy                | Rosenborg - Brann - Lillestrøm - Vålerenga - Viking |
| Ba Lan               | Lech Poznań - Wisła Kraków - Legia Warsaw - Polonia Warsaw |
| Bồ Đào Nha           | Porto - Benfica - Sporting - Braga - Marítimo |
| Ireland              | St Patrick's Athletic |
| România              | Steaua București - Rapid București - Dinamo București - CFR Cluj - Oțelul Galați                                                                                                  |
| Nga                  | CSKA Moscow - Zenit St. Petersburg - Spartak Moscow - Lokomotiv Moscow - Rubin Kazan                                                                                              |
| San Marino           | Tre Fiori - Murata |
| Scotland             | Aberdeen - Celtic - Hearts - *Rangers |
| Serbia               | Partizan - Red Star Belgrade - Vojvodina |
| Slovakia             | Žilina - Slovan Bratislava - Ružomberok |
| Slovenia             | Domžale - Maribor |
| Tây Ban Nha          | Athletic Bilbao - Atlético Madrid - Real Madrid - Barcelona - Sevilla - Valencia - Deportivo La Coruña - Málaga - Villarreal                                                      |
| Thụy Điển            | Helsingborgs - Elfsborg - Djurgårdens - Göteborg |
| Thụy Sĩ              | Basel - Zürich - Thun - Grasshopper - Young Boys - Sion |
| Thổ Nhĩ Kỳ           | Fenerbahçe - Galatasaray - Beşiktaş - Bursaspor - Trabzonspor |
| Ukraina              | Shakhtar Donetsk - Dynamo Kyiv - Metalist Kharkiv - Dnipro |
| Wales                | Bangor City - The New Saints - Llanelli |